# Gregorio Rosa Chávez
Gregorio Rosa Chávez (3. rujna 1942.) je salvadorski latinski katolički prelat koji je bio pomoćni biskup San Salvadora od 1982. do 2022. Bio je bliski suradnik ubijenog nadbiskupa Óscara Romera.